# Обол Харона

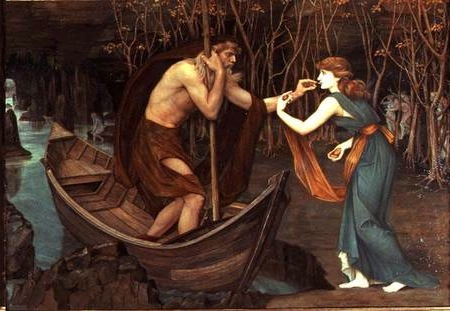
Харон і Психея (1883), прерафаелітська інтерпретація міфу Джоном Роддамом Спенсером Стенгоупом

Обол Харона — це алюзійний термін для позначення монети, яка була покладена в рот або на рот померлого перед похованням. Грецькі та латинські літературні джерела визначають монету як обол і пояснюють її як плату або хабар для Харона, поромника, який перевозив душі через річку, що розділяла світ живих і мертвих. Археологічні приклади цих монет різних номіналів на практиці називаються «найвідомішими поховальними дарами античності.»
Цей звичай насамперед асоціюється з давніми греками та римлянами, хоча він також зустрічається у стародавньому Близькому Сході. У Західній Європі подібне використання монет у похованнях спостерігається в регіонах, населених кельтами гало-римської, іспано-римської та романо-британської культур, а також серед германських племен пізньої античності та ранньохристиянської епохи, з поодинокими прикладами до початку XX століття.
Хоча археологія показує, що міф відображає реальний звичай, розміщення монет з покійними не було ні повсюдним, ні обмежувалося однією монетою в роті померлого. У багатьох похованнях гравіровані таблички з металевого листа або ексонумія замінюють монету, або ж під час ранньохристиянського періоду використовуються хрести з золотого листа. Наявність монет або скарбу монет у германських похованнях у кораблях свідчить про аналогічну концепцію.
Фраза «обол Харона», яку використовують археологи, іноді може означати конкретний релігійний обряд, але часто служить своєрідним скороченням для позначення монет як поховальних дарів, що, як передбачається, сприяють переходу померлого до загробного світу. Латинською мовою обол Харона іноді називають viaticum, або «припаси для подорожі»; розміщення монети на роті також пояснюють як печатку для захисту душі померлого або щоб запобігти її поверненню.

## Термінологія

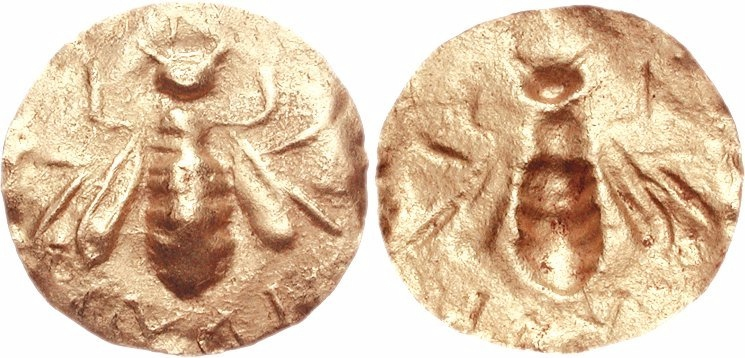
Обол Харона. V—I століття до н. е. Усі ці псевдокоїни не мають ознак прикріплення, занадто тонкі для нормального використання і часто знаходяться на похованнях.

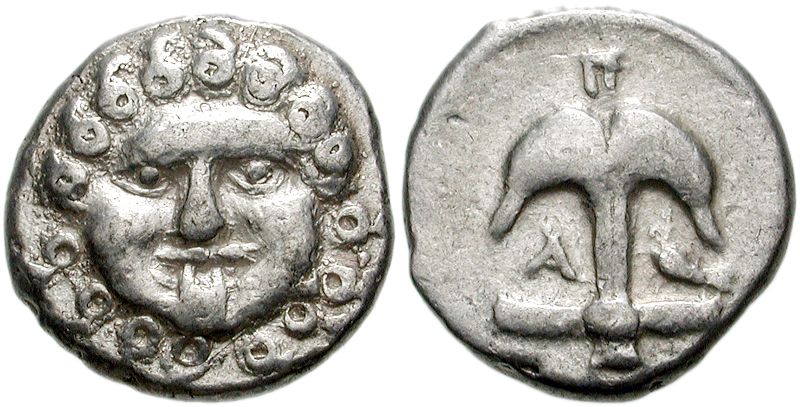
Монета Медуза з регіону Чорне море, тип, який іноді використовувався як обол Харона, з якірем і ракоподібними на звороті.

Монета для Харона зазвичай згадується в грецькій літературі як obolós (ὀβολός), одна з основних номіналів давньогрецької монетної системи, вартістю одна шоста частина драхми. Серед греків, монети в реальних похованнях іноді також були данаке (δανάκη) або іншими відносно малими номіналами золото, срібло, бронза чи мідь, які були у місцевому вжитку. У римських літературних джерелах монета зазвичай була бронзовою або мідною. З 6-го по 4-е століття до н. е. в регіоні Чорне море використовувалися монети низької вартості із зображенням наконечників стріл або дельфінів, головним чином для «місцевого обміну та як ‘обол Харона.‘» Платіж іноді вказується за допомогою терміну, що означає «плата за перевезення» (грецькою naulon ναῦλον, латиною naulum); «плата за пором» (porthmeion πορθμήϊον або πορθμεῖον); або «мито за водний шлях» (латинською portorium).
Naulon визначається християнським епохальним лексикографом Гесіодом Олександрійським як монета, покладена в рот мертвого; одне зі значень danakē дається як «обол для мертвих». Суда визначає danakē як монету, яку традиційно ховали разом із мертвим для оплати перевізника, щоб перетнути річку Ахерон, і пояснює визначення porthmēïon як плати перевізнику, з цитатою поета Каллімах, який зазначає звичай носити porthmēïon у «сухих ротах мертвих».

### Обол Харона як віатікум

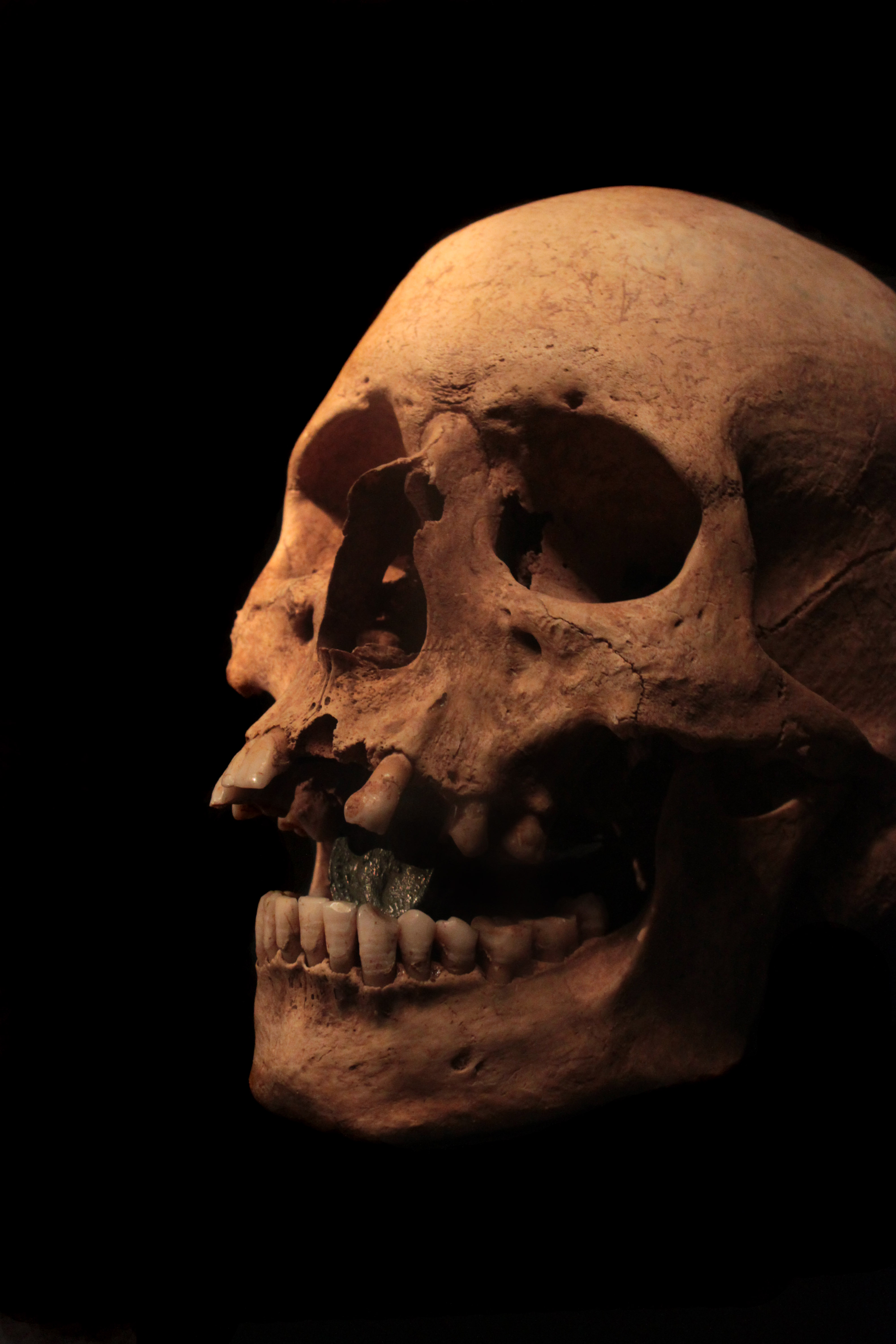
Римський череп з оболом (ан дупондій Антоніна Пія) в роті

Латиною, обол Харона іноді називають viaticum, що в повсякденному вжитку означає «забезпечення для подорожі» (від via, 'шлях, дорога, подорож'), що включає їжу, гроші та інші запаси. Це ж слово може позначати допомогу на життя, надану тим, хто позбавлений свого майна та засуджений до вигнання, і за метафоричним розширенням — підготовку до смерті наприкінці життєвого шляху. Цицерон, у своєму філософському діалозі Про старість (44 р. до н. е.), змушує інтерлокутора Катона Старшого поєднувати дві метафори — наближення до кінця подорожі та дозрівання плодів — у розмові про наближення смерті:
| Ліві лапки | Я не розумію, що жадібність має бажати для себе в старості; чи може бути щось більш абсурдне, ніж набувати більше запасів (віатікум), коли менше залишається подорожі? ... Фрукти, якщо вони зелені, їх важко зірвати з дерев; якщо вони стиглі й м'які, вони падають. Так само насильство забирає життя молодих чоловіків; у старих – це робить повнота часу. Для мене це настільки приємно, що, чим ближче я підходжу до смерті, тим більше здається, що я бачу землю, немов би в якийсь момент я прийду в гавань після тривалої подорожі. | Праві лапки |

Спираючись на це метафоричне значення «провіанту для подорожі до смерті», церковна латина запозичила термін viaticum для форми євхаристії, яку кладуть у рот людині, що помирає як провіант для проходження душі до вічного життя. Найраніший літературний доказ цього християнського використання терміна viaticum з'являється в описі смерті святого Амвросія Пауліном Ноланським у 397 році н. е. Сьомого століття Synodus Hibernensis пропонує етимологічне пояснення: «Це слово ‘віатікум’ є назвою причастя, тобто ‘охоронця шляху’, бо воно оберігає душу, доки вона не стане перед судним-престолом Христа.» Тома Аквінський пояснив цей термін як «передбачення плоду Божого, який буде в Землі Обітованій. І саме тому це називається viaticum, оскільки воно надає нам шлях до цього»; ідея християн як «мандрівників у пошуках спасіння» знаходить ранній вираз у Сповідях св. Августина.
Еквівалентним словом у грецькій мові є ephodion (ἐφόδιον); як і viaticum, це слово використовувалося в давнину для позначення «провіанту для подорожі» (буквально «щось для дороги», від префіксу ἐπ-, «на» + ὁδός, «дорога, шлях»). Пізніше це слово використовувалося в грецькій патристичній літературі для позначення євхаристії, яку подавали на момент смерті.

## У літературі

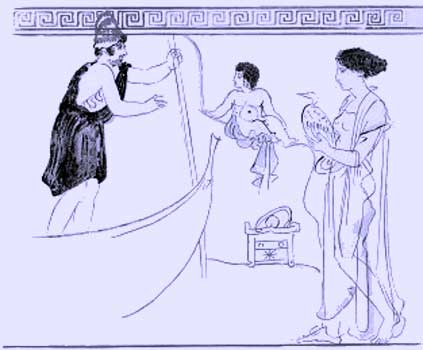
Харон приймає дитину (малюнок на основі сцени з Лекіф)

Грецькі та римські літературні джерела з V століття до н. е. до II століття н. е. послідовно приписують оболу Харона чотири характеристики:
- це одна, низького номіналу монета;
- її кладуть у рот;
- розміщення відбувається в момент смерті;
- вона символізує плату за переправу.[24]

Грецькі епіграми, що були літературними версіями епітафій, згадують про «обол, який оплачує перехід померлого», причому деякі епіграми висміюють або заперечують цю віру. Сатирик Лукіан у діалозі з тією ж назвою має Харона, який стверджує, що він збирає «обол з кожного, хто здійснює подорож униз». В елегії співчуття, яку виголошує померла жінка, августанський поет Проперцій висловлює невідворотність смерті через її сплату бронзової монети пекельному збирачу мита (portitor). Кілька інших авторів згадують цей збір. Часто автори використовують низьку вартість монети, щоб підкреслити, що смерть не робить відмінностей між багатими та бідними; усі повинні заплатити однаково, бо всі повинні померти, і багатій людині не вдасться взяти більше у смерть:
| Ліві лапки | Мій багаж — це лише фляга, гаман, старий плащ і обол, що сплачує проїзд померлих. | Праві лапки |

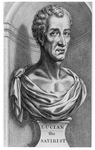
Уявлення сатирика Лукіан із Самосати

Невідповідність сплати за те, що є, по суті, допуском до Пекла, сприяла комічному або сатиричному трактуванню, і Харон як перевізник, якого потрібно переконати, погрожувати чи підкупити, щоб виконати свою роботу, здається, є літературною конструкцією, яка не відображена в ранньому класичному мистецтві. Крістіан Сурвіну-Інвуд показала, що в зображеннях Харона V століття до н. е., як на поховальних вазах, званих лекіфами, він є ненавмисною, навіть заспокійливою присутністю, яка веде жінок, підлітків і дітей до потойбічного світу. Гумор, як у комічній катабазі Аристофана Жаби, «робить подорож до Аїда менш страшною, чітко формулюючи її та тривіалізуючи». Аристофан жартує про плату, і один з персонажів скаржиться, що Тесей повинен був її ввести, характеризуючи афінського героя в ролі організатора міста як бюрократа.
Лукіан сатиризує обол у своєму есе «Про похорони»:
| Ліві лапки | Так добре обманюють людей усім цим, що коли помирає один із родини, відразу ж приносять обол і кладуть його йому в рот, щоб заплатити перевізникові за переправлення, не враховуючи, яка монета є звичною і чинною у нижньому світі, і чи є це афінським, македонським чи егінетським оболом, що законний платіж там, а також не розуміючи, що було б набагато краще не платити проїзд, оскільки в такому разі перевізник не взяв би їх, і вони були б знову відведені до життя. | Праві лапки |

У іншій сатиричній роботі Лукіана, «Діалоги мертвих», персонаж на ім'я Меніпп відразу ж помер, і Харон вимагає обол для переправлення його через річку до підземного світу. Меніпп відмовляється платити обол, і, відповідно, відмовляється входити у світ мертвих, стверджуючи, що:
| Ліві лапки | Не можна витиснути кров з каменю. | Праві лапки |

Буквально: «Ви не можете отримати [жодного оболу] від того, у кого нічого немає.»

## Археологічні свідчення
Використання монет як поховальні речі демонструє різноманітність практики, що ставить під сумнів точність терміна «обол Харона» як інтерпретаційної категорії. Однак ця фраза продовжує використовуватися, щоб вказати на ритуальне або релігійне значення монет у поховальному контексті.
Монети знаходять у грецьких похованнях вже в 5 столітті до н. е., коли Греція була монетизована, і вони з'являються по всій Римській імперії до 5 століття н. е., з прикладами, що відповідають типу обол Харона, аж до Іберійського півострова, на північ до Британії та на схід до річки Вісла в Польщі. Щелепні кістки черепів, знайдені в певних похованнях у Римській Британії, забруднені зеленуватим від контакту з мідною монетою; римські монети пізніше знаходять в англосаксонських могилах, але часто проколені для носіння як намисто або амулет. Серед давніх греків лише близько 5–10 відсотків відомих поховань містять будь-які монети; проте в деяких римських кремаційних цвинтарях до половини могил містять монети. Багато, якщо не більшість, з цих випадків не відповідають міфу про обол Харона ані за кількістю монет, ані за їх розташуванням. Різноманітність розташування та кількості, включаючи, але не обмежуючи однією монетою в роті, є характерною для всіх періодів і місць.

### Геленізований світ

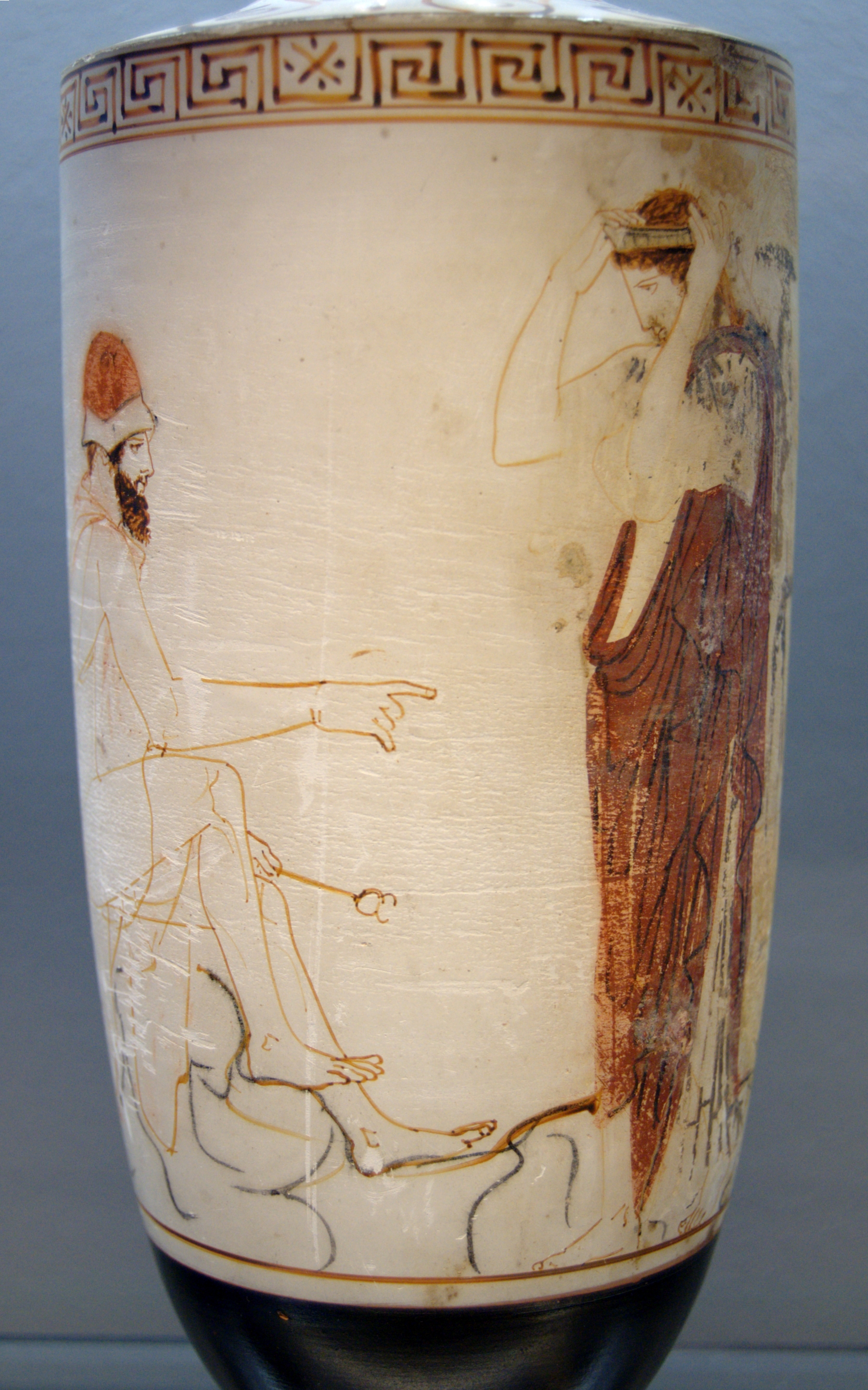
На цьому білофоновому лекіфі (приблизно 450 до н. е.) Гермес готує жінку до її подорожі в потойбічний світ.

Деякі з найстаріших монет з середземноморських поховань були знайдені на Кіпрі. У 2001 році Деструпер-Георгіадес, спеціаліст з ахемені́дської нумізматики, повідомив, що дослідження 33 могил дало 77 монет. Хоча деномінація варіюється, так само як і кількість у будь-якому конкретному похованні, переважають дрібні монети. Монети почали розміщувати в могилах майже відразу після того, як вони з'явилися в обігу на острові в 6 столітті, і деякі з них передують як першому випуску оболу, так і будь-якій літературній згадці про плату Харона.
Хоча лише невеликий відсоток грецьких поховань містить монети, серед них є численні приклади однієї монети, розміщеної в роті черепа або з кремаційними залишками. У кремаційних урнах монета іноді прилягає до щелепної кістки черепа. В Олінті було знайдено 136 монет (переважно бронзових, але деякі срібні) разом з похованнями; у 1932 році археологи повідомили, що у 20 могилах кожна містила по чотири бронзові монети, які, на їхню думку, призначалися для розміщення в роті. Декілька могил в Олінті містили дві монети, але частіше одна бронзова монета розміщувалася в роті або всередині голови скелета. У похованнях епохи еллінізму в одному з цвинтарів Афін монети, зазвичай бронзові, найчастіше знаходилися в роті покійника, хоча іноді в руці, вільно в могилі або в посуді. У Ханьї, спочатку мінойське поселення на Криті, могила, що датується другою половиною 3 століття до н. е., містила багатий набір поховальних речей, включаючи гарні золоті прикраси, золоту тацю з зображенням птаха, глиняний посуд, бронзове дзеркало, бронзовий стригіль та бронзову «монету Харона» з зображенням Зевса. Під час розкопок 91 могили на цвинтарі в Амфіполісі в середині та наприкінці 1990-х років з'ясувалося, що більшість покійників мали монету в роті. Поховання датуються з  IV до пізнього II століття до н. е.
Відзначене використання данаку відбулося під час поховання жінки в IV столітті до н. е. в Фессалії, ймовірно, ініційованої в орфічні або діонісійські таїнства. Її релігійні атрибути включали золоті таблички, на яких були викарбувані інструкції для потойбічного життя, та теракотову фігурку діонісійського вірянина. На її губах була розміщена золота данак, штампована з головою горгони. Монети почали з'являтися з більшою частотою в могилах під час III століття до н. е., разом із золотими вінками та простими унґвентаріями (маленькими пляшечками для олії) замість раніше використовуваних лекіфів. Чорнофігурні лекіфи часто зображували діонісійські сцени; пізні вазописи на білому тлі часто показують Харона, зазвичай з його жердиною, але рідко (або сумнівно) приймаючи монету.
У Чорноморському регіоні також є приклади оболу Харона. В Аполлонії Понтійській ця звичка практикувалася з середини IV століття до н. е.; в одному з кладовищ, наприклад, 17 відсотків могил містили маленькі бронзові місцеві монети в роті або руці покійного. Під час розкопок 1998 року в Пічвнарі, на узбережжі сучасної Грузії, одна монета була знайдена в семи похованнях, а пара монет — у двох. Монети, срібні тріоболи місцевої колхідської валюти, були розміщені біля рота, за винятком однієї, яка була поруч з рукою. Невідомо, чи були покійні колхидцями, чи греками. Дослідники-археологи не вважають цю практику типовою для регіону, але припускають, що місцева географія сприяла адаптації грецького міфу, оскільки тіла померлих повинні були переправляти через річку з міста до кладовища.

### Близький Схід

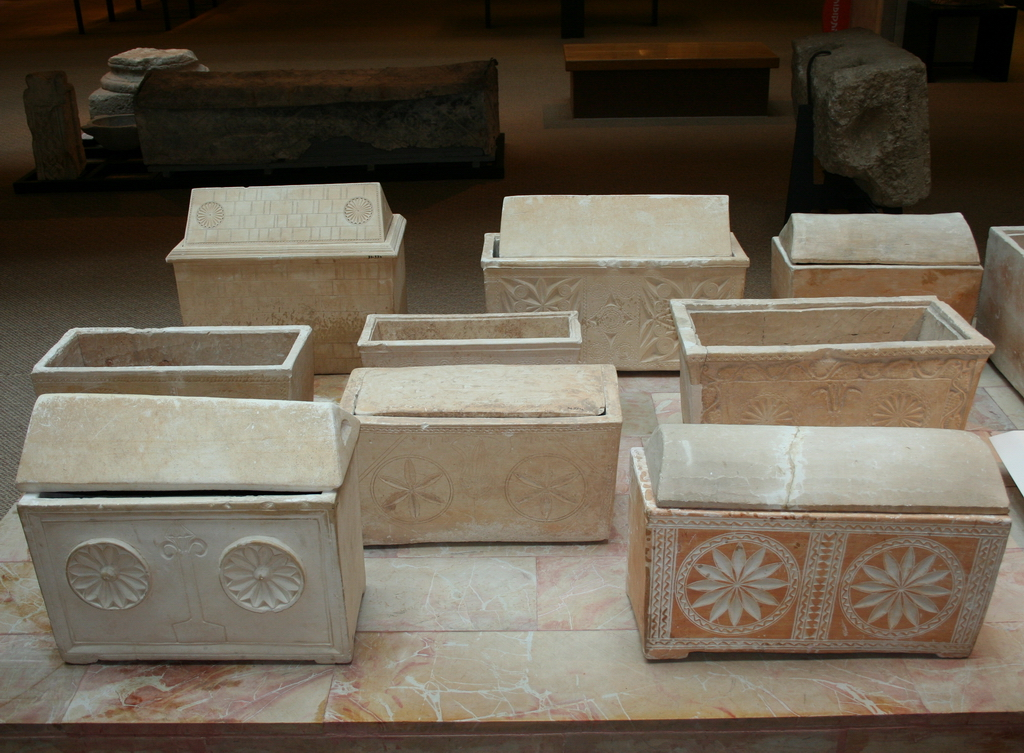
Стародавні єврейські осуарії іноді містять одну монету.

Обол Харона зазвичай вважається елліністичним, а одна монета в похованнях часто розглядається як знак еллінізації, але ця практика може бути незалежною від грецького впливу в деяких регіонах. Розміщення монети в роті покійного також було знайдено під час Парфянського та Сасанідського періодів на території сучасного Ірану. Дивно, але монета не була данаком перського походження, як це іноді було серед греків, а зазвичай — грецькою драхмою. У Язді об'єкти, освячені в могилах, можуть включати монету або шматок срібла; вважається, що звичай може бути таким же старим, як епоха Селевкідів, і може бути формою оболу Харона.
Знахідки однієї монети біля черепа в могилах Леванту вказують на подібну практику серед Фінікіян у період Персії. Єврейські осуарії іноді містять одну монету; наприклад, в осуарії з написом «Міріам, дочка Симона» була знайдена монета, викарбувана за правління Герода Агріппи I, датована 42/43 р. н. е., у роті черепа. Хоча розміщення монети всередині черепа є незвичайним у єврейській старовині та, можливо, було актом ідолопоклонства, рабинська література зберігає натяк на Харона в жалобі за померлими «які падали на паром і мусили позичати свою плату». Човни іноді зображуються на осуаріях або стінах єврейських крипт, і одна з монет, знайдених у черепі, могла бути обрана, оскільки на ній зображено корабель.

### Західна Європа
Кладовища в Західній Римській імперії сильно відрізняються: у громаді в Цизальпійській Галлії I століття до н. е. монети містилися у понад 40 відсотках могил, але жодна не була покладена в рот померлого; для кремацій в Емпорії в Іспанії та Йорку в Британії ця цифра становить лише 10 відсотків. На Іберійському півострові було знайдено докази, які інтерпретуються як обол Харона, в Таррагоні. У Белгійській Галлії різноманітні депозити монет знаходяться з мертвими з I до III століття, але найчастіше вони зустрічаються в кінці IV і на початку V століття. Тридцять галло-римських поховань поблизу Pont de Pasly, Суассон, кожне містило монету для Харона. Поховання германців демонструють перевагу до золотих монет, але навіть в межах одного кладовища та вузького часового періоду їх розподіл варіює.
У одному меровінгійському кладовищі в Френувілі, Нормандія, яке використовувалося протягом чотирьох століть після Христа, монети знаходяться в меншості могил. Спочатку кладовище вважалося таким, що має дві чіткі фази: раніший галло-римський період, коли померлих ховали з посудинами, зокрема зі скла, і оболом Харона; і пізніше, коли їм надавали поховальний одяг і речі відповідно до франкської традиції. Однак це чітке розділення виявилося оманливим. У районі кладовища III—IV століття монети розміщувалися поблизу черепів або рук, іноді захищених гаманцем або посудиною, або знаходилися в заповнювачах могил, ніби їх кидали. Бронзові монети зазвичай налічували одну або дві на могилу, як це очікувалося з традиції оболу Харона, але одне поховання містило 23 бронзові монети, а інше — золотий солід і семісіс. Останні приклади вказують на те, що монети можуть символізувати відносний соціальний статус. У новій частині кладовища, яка залишалася в експлуатації до VI століття, патерни розміщення монет були схожими, але самі монети не були сучасними з похованнями, і деякі з них були проколоті для носіння. Використання старих монет може свідчити про нестачу нової валюти або вказувати на те, що старі монети мали традиційне символічне значення, окрім їх номінальної вартості. "Різноманітне розміщення монет різних вартостей … демонструє принаймні часткову, якщо не повну, втрату розуміння первісної релігійної функції оболу Харона, " зауважує Бонні Еффрос, спеціаліст з меровінгівських поховальних звичаїв. «Ці фактори ускладнюють визначення значення ритуалу.»

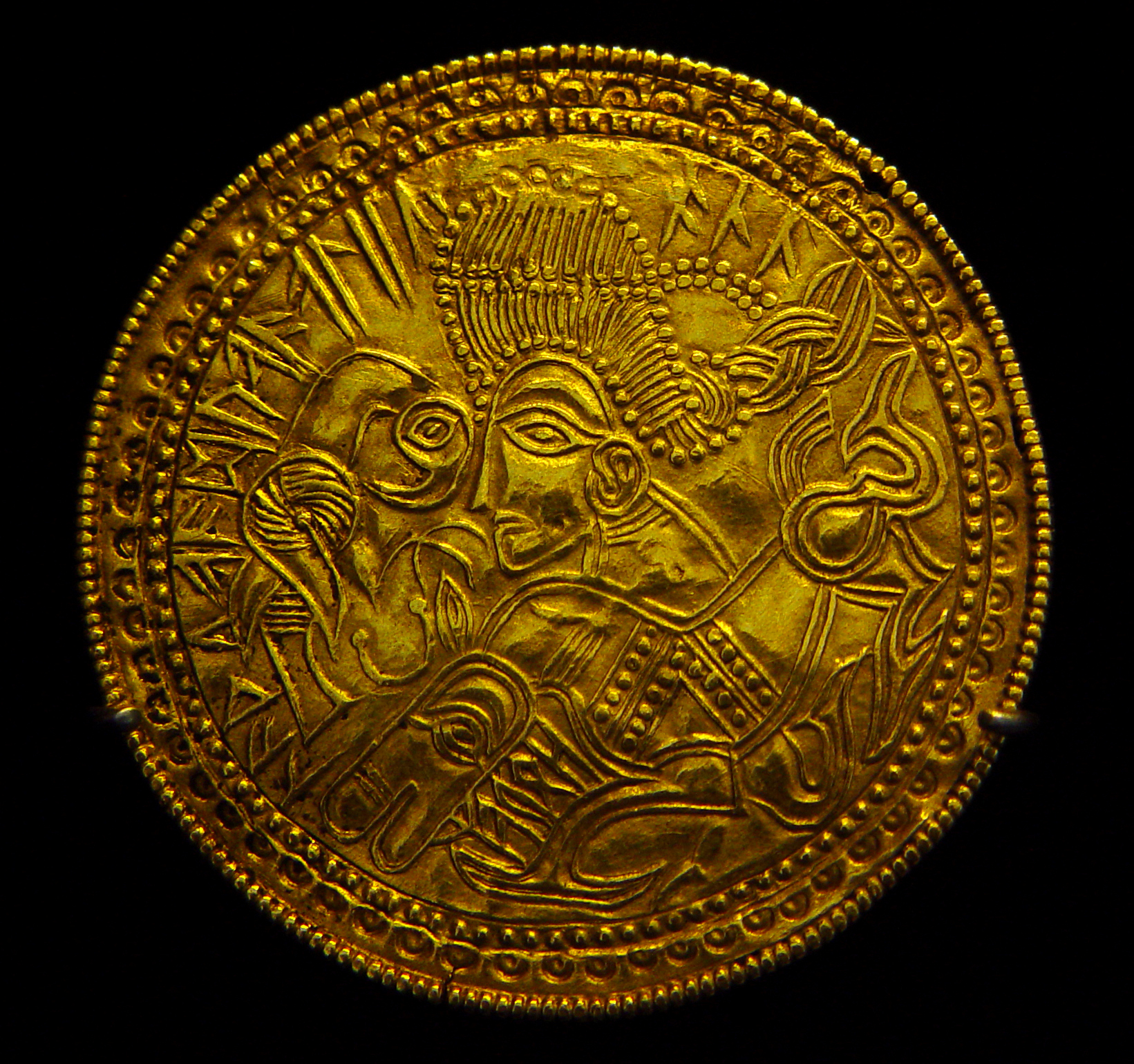
Німецький брактеат з острова Фюн, Данія, з рунічною написом, що відноситься до бога Одіна

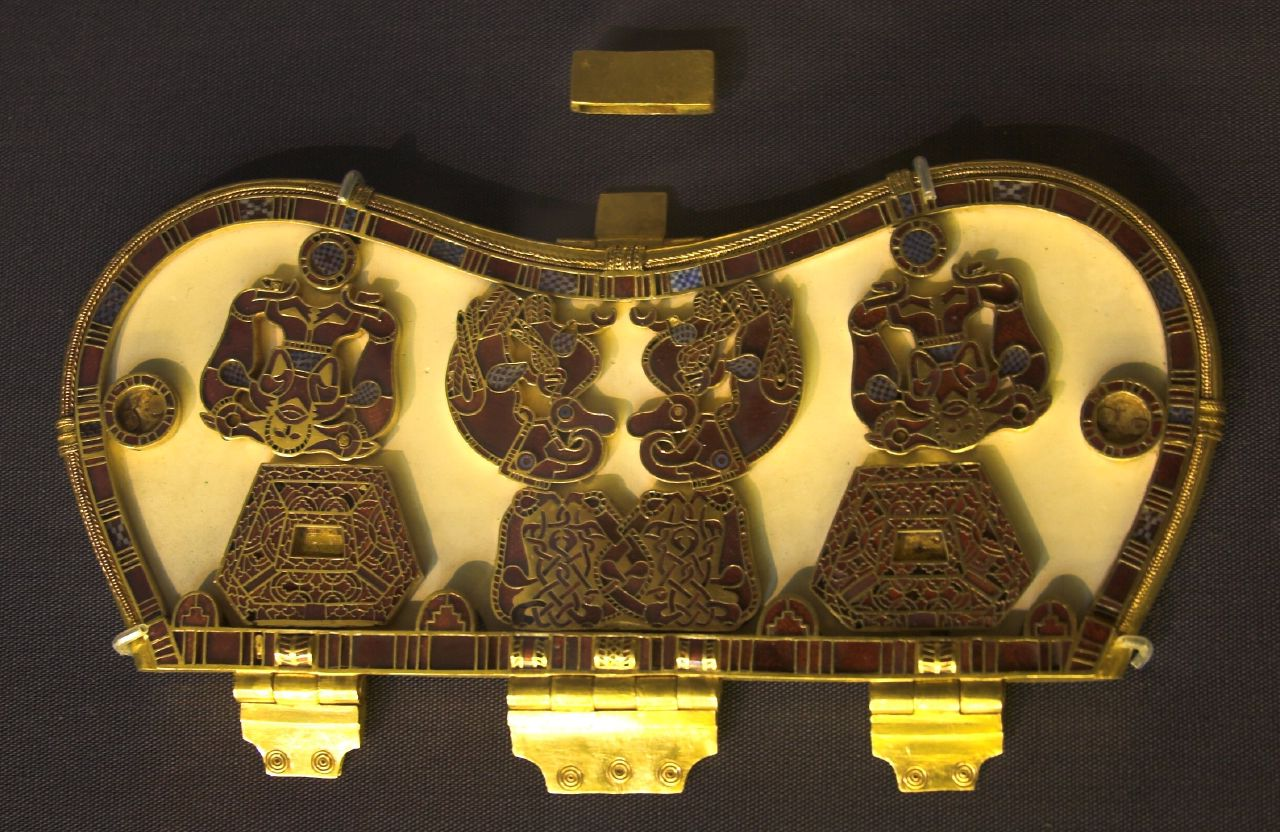
Оздоблена кришка гаманця з Саттон Гу корабельного поховання, що містить монети, можливо, призначені для оплати веслярам в потойбіччя

Хоча обряд оболу Харона не практикувався в Північній Європі так однорідно, як у Греції, існують приклади окремих поховань або малих груп, що відповідають цій схемі. У Бродстейрсі в Кент, молодого чоловіка поховали з меровінгським золотим тремісісом (близько 575) у роті. Золотий монета була знайдена в роті молодого чоловіка, похованого на Острів Вайт в середині VI століття; його інші поховальні речі включали посудини, пивна рогатка, ніж та гральні фішки з слонова кістка з однією кобальтово-синьою скляною фішкою.
Скандинавські та німецькі золоті брактеати, знайдені в похованнях V і VI століть, особливо в Британії, також були інтерпретовані у світлі оболу Харона. Ці золоті диски, подібні до монет, хоча зазвичай односторонні, були під впливом пізніх римських імперських монет та медальйонів, але містять іконографію з нордичної міфології та рунічні написи. Процес штампування створив подовжене обрамлення, яке формує раму з петлею для нанизування; брактеати часто з'являються в похованнях як жіноча necklace. Функція, схожа на обов'язок оболу Харона, пропонується прикладами, такими як поховання чоловіка в Монктоні в Кенті та група кількох чоловічих поховань на Готланд, Швеція, де брактеат був покладений у мішечок біля тіла. У похованнях на Готланді брактеати не мають обрамлення і петлі, і не показують слідів носіння, що свідчить про те, що вони не були призначені для щоденного використання.
Згідно з однією інтерпретацією, гаманець-скарб у Саттон Гу корабельному похованні (Саффолк, Східна Англія), який містив різноманітні меровінгські золоті монети, об'єднує традиційну германську подорож у потойбіччя з «незвично розкішною формою оболу Харона.» Поховання дало 37 золотих тремісісів, датованих пізньою VI і ранньою VII століттями, три незабиті монетні заготовки та два маленькі золоті злитки. Існує припущення, що монети були призначені для оплати веслярів, які будуть гребти човен у наступний світ, тоді як злитки були призначені для керманичів. Хоча Харон зазвичай є самотньою фігурою в зображеннях як з античності, так і з сучасності, існує деяка легка ознака, що його човен може бути оснащений веслярами. Фрагмент кераміки VI століття до н. е. був інтерпретований як зображення Харона, що сидить на кормі як керманич човна, оснащеного десятьма парами весел, і гребеного eidola (εἴδωλα), тінями мертвих. Посилання в Лук'яна також здається натякає, що тіні можуть гребти човен.
У Скандинавії зафіксовані розсіяні приклади оболу Харона з римського Залізного віку та періоду міграції; у Скандинавській епосі східна Швеція надає найкращі свідчення, Данія рідко, а Норвегія та Фінляндія — невизначено. У XIII і XIV століттях обол Харона з'являється в могилах у Швеції, Сканії та Норвегії. Шведське фольклор документує звичай з XVIII до XX століття.

### Серед християн
Звичай оболу Харона не тільки продовжувався в християнську епоху, але й був прийнятий християнами, оскільки іноді одна монета клалася в рот для християнських поховань. У Арсі-Сент-Рестіті в Пікардії меровінгська могила дала монету Костянтин I, першого християнського імператора, використану як обол Харона. У Британії ця практика була такою ж частою, якщо не більше, серед християн і зберігалася навіть до кінця XIX століття. Фольклорист, що писав у 1914 році, зміг зафіксувати свідка в Британії, який бачив, як пенні поклали в рот старого чоловіка, коли він лежав у своєму домовині. У 1878 році Папа Пій IX був похований з монетою. Цю практику широко документували на межі XIX і XX століть у Греції, де монета іноді супроводжувалася ключем.

### «Привидні» монети та хрести

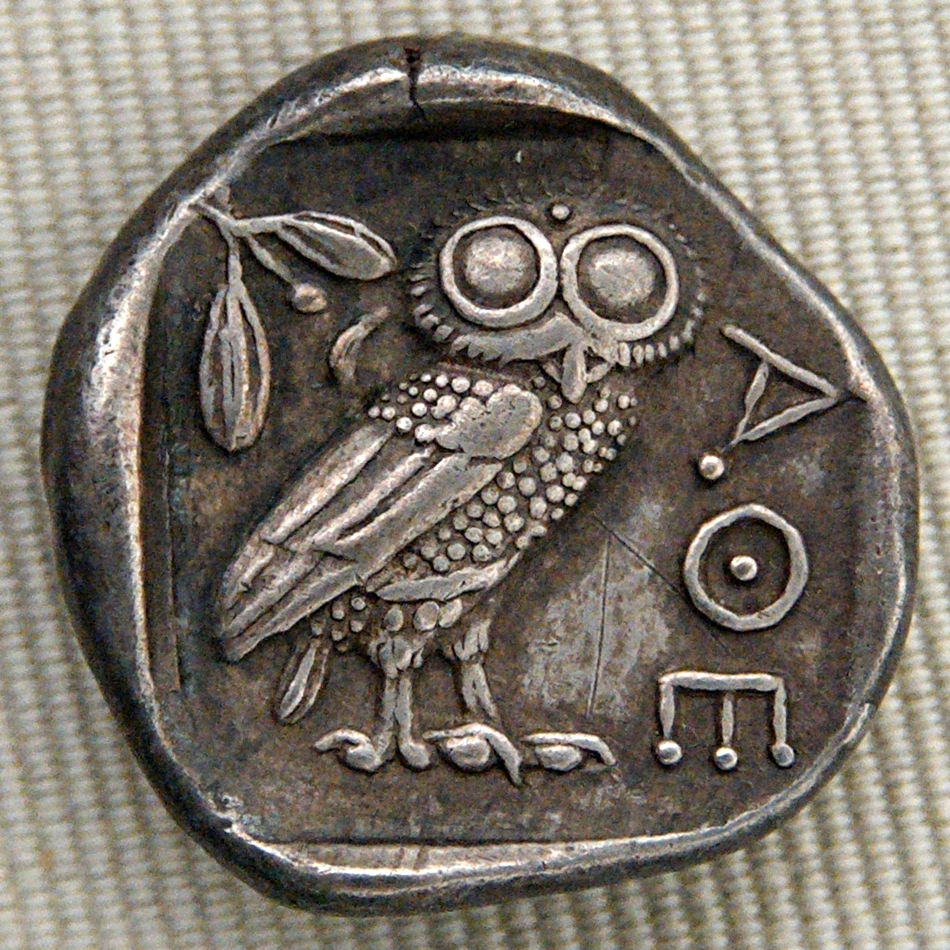
Монета (450 р. до н. е.) з совою Афін

Так звані «привидні монети» також з'являються з мертвими. Це враження справжньої монети або нумізматичної ікони, відтиснуті на маленькому шматочку золотої фольги. У могилі 5-го або 4-го століть до н. е. в Сиракузи, Сицилія було знайдено маленький прямокутний золотий лист, відтиснутий з дволикою фігурою, можливо, Деметра/Кора, у роті скелета. У мармуровій крематорійній коробці з середини 2-го століття до н. е. «частина Харона» приймала форму шматочка золотої фольги з совою; окрім обвуглених кісткових уламків, коробка також містила золоті листя з вінка, що іноді асоціюється з таємними релігіями. У сімейному похованні афінян 2-го століття до н. е. тонкий золотий диск, аналогічно відтиснутий з совою Афін, був покладений у рот кожного чоловіка.
Ці приклади «частини Харона» за матеріалом та розміром нагадують маленьку написану табличку або похоронний амулет, звану ламелла (латинською — лист металевої фольги) або Totenpass, «паспорт для мертвих» з інструкціями щодо навігації в загробному житті, традиційно вважається формою орфічного або дионісійського девотіоналу. Кілька з цих молитвяних листів були знайдені в положеннях, які вказують на їх поміщення в рот померлого. Функціональну еквівалентність частині Харона додатково підтверджує наявність сплющених монет, які використовувалися як покриття для рота (епістомія) з могил на Криті. Золота філактерій з пошкодженою написом, що закликає до синкретичного бога Сарапіса, була знайдена в черепі під час поховання з кінця 1-го століття н. е. на півдні Риму. Золота табличка, можливо, слугувала як захисний амулет під час життя померлого, а потім, з її вставкою в рот, можливо, за моделлю частини Харона, як Totenpass.

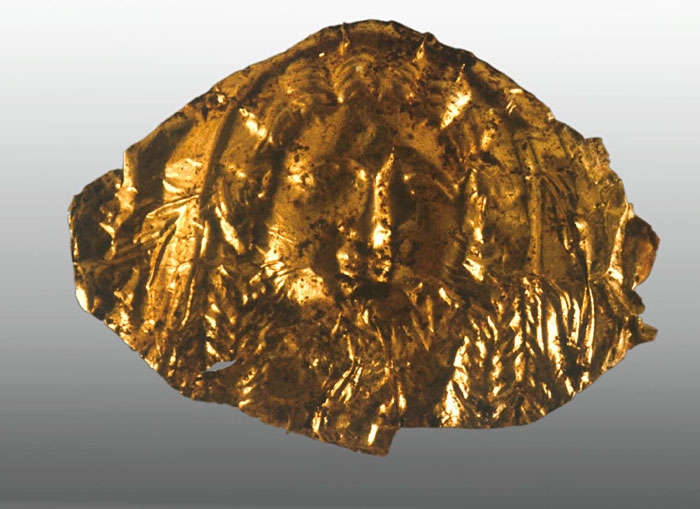
Золота овальна пластина зі штампом жіночої голови, з римського поховання в Дурісі, Ліван (Deutsches Archäologisches Institut)

У пізньоримському похованні в Дурісі, поблизу Бейруту, Ліван, лоб, ніс і рот померлої — жінки, наскільки можуть вказувати залишки скелета — були покриті аркушами золотої фольги. Вона носила вінок, зроблений з золотих дубових листків, а її одяг був пришитий золотими овальними пластинами, прикрашеними жіночими обличчями. Біля її ніг було розташовано кілька скляних посудин, а її знахідники інтерпретували бронзову монету, що знаходилась близько до її голови, як приклад оболу Харона.
Текстові свідчення також існують щодо покриття частин тіла померлих золотою фольгою. Одне з обвинувачень у єресі проти християнського руху Фригія — відомого як монтаністи — полягало в тому, що вони запечатували роти своїх мертвих пластинами золота, як ініційовані у містеріях; фактичність цього звинувачення може бути спірною, але воно вказує на занепокоєння щодо відмінності християнської практики від інших релігій і знову натякає, що обол Харона та «орфічні» золоті таблички можуть виконувати схожу мету. Поет раннього християнства Пруденцій схоже посилається або на ці інкрустовані золоті таблички, або на більші золоті покриття в одному зі своїх засуджень містерійних релігій. Пруденцій говорить, що auri lammina («аркуші золота») покладали на тіла ініційованих як частину похоронних ритуалів. Ця практика може або не може відрізнятись від похоронного використання золотої фольги з фігурами, що покладали на очі, роти та груди воїнів у Македоніянських похованнях під час пізнього архаїчного періоду (580—460 до н. е.); у вересні 2008 року археологи, що працювали поблизу Пелла на півночі Греції, оприлюднили відкриття двадцяти воєнних могил, в яких померлі носили бронзові шоломи та були забезпечені залізними мечами та ножами разом із цими золотими покриттями.

#### Goldblattkreuze

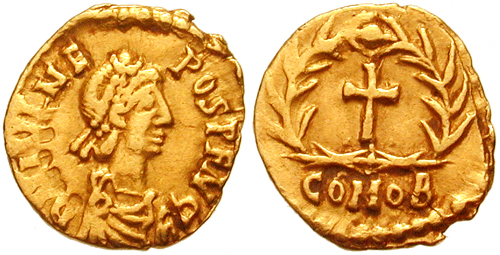
Тремісис Юлій Непот з хрестом на реверсі (5 століття)

У Галлії та на території Алеманії християнські поховання меровінгського періоду виявляють аналогічну християнізовану практику у формі золота або золото-сплавних листів у формі хреста, імовірно, розміщених як вотиви або амулети для померлих. Ці тонкі, крихкі золоті хрести іноді називають науковцями німецьким терміном Goldblattkreuze. Вони, здається, були пришиті до одягу померлого безпосередньо перед похованням, а не носилися при житті, і в цій практиці їх можна порівняти з проколотими римськими монетами, знайденими в англосаксонських похованнях, які прикріплювалися до одягу замість або разом із ниткою на necklace.
Ці хрести характерні для ломбардської Італії (Цизальпійська Галлія римської імперії), де їх пришивали до покривал і розміщували на роті померлого в продовженні візантійської практики. У всьому ломбардійському королівстві та на півночі до германських територій ці хрести поступово замінили бракета у VII столітті. Перехід сигналізується скандинавськими бракета, знайденими в Кент, які мають штампи з хрестовими мотивами, що нагадують ломбардійські хрести. Два прості золоті фольгові хрести латинської форми, знайдені в похованні 7-ї століття саксонського короля Східного Ессекса, є першими відомими прикладами з Англії, оголошеними в 2004 році. Інші похоронні речі короля включали скляні посудини, виготовлені в Англії, та дві різні золоті монети меровінгів, кожна з яких мала хрест на реверсі. Монети того періоду були адаптовані з християнською іконографією частково для полегшення їх використання як альтернативи амулетам традиційних релігій.

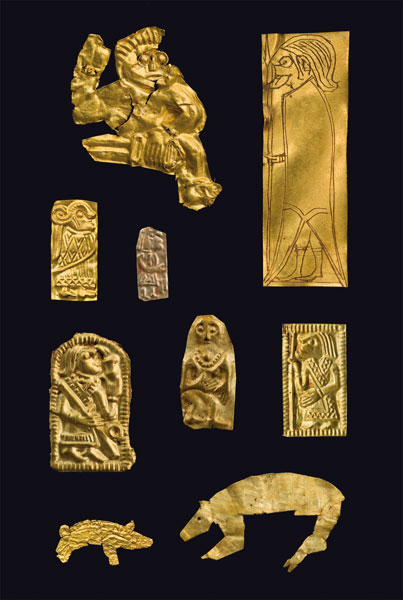
Гульгуббер, золоті фольгові зображення з Скандинавії (6–7 століття)

#### Скандинавськіgullgubber
Скандинавія також виробляла маленькі та крихкі золоті фольговані вироби, які називаються gullgubber, що були виготовлені в репусе з людськими фігурами. Вони починають з'являтися в пізньому залізному віці і продовжують існувати до доби вікінгів. За формою вони нагадують золоті фольговані вироби, такі як ті, що були знайдені в Дурісі, але gullgubber не мали елементів кріплення і не асоціюються з похованнями. В археологічних записах вони трапляються іноді поодинці, але найчастіше у великих кількостях. Деякі вчені висловлювали припущення, що вони є формою «храмових грошей» або жертовних дарів, але Шарон Ратке припустила, що вони можуть представляти добрі побажання для мандрівників, можливо, як метафору для померлих у їх подорожі в інший світ, особливо ті, що зображують «привидів.»

## Релігійне значення
Кораблі часто з'являються в грецькому та римському поховальному мистецтві, представляючи подорож до щасливих островів, а саркофаг II століття, знайдений у Веллетрі, поблизу Риму, включав човен Харона серед своїх тем. У грецькому фольклорі сучасної ери виживання образу Харона (як Харас, демона смерті) море та річковий перехід змішуються, і в одному з пізніших оповідань душа утримується в заручниках піратами, можливо, представляючи веслярів, які вимагають викуп за звільнення. Міф переходу в загробне життя як подорож або перехід не є унікальним для греко-римської віри, а також для індоєвропейської культури загалом, оскільки це також відбувається в давньоєгипетській релігії та інших релігійних системах, які культурно не пов'язані. Човняр мертвих сам з'являється в різних культурах без особливого зв'язку з Грецією або один з одним. Для Харона був запропонований Шумерський зразок, і фігура має можливі antecedents серед єгиптян; вчені розділені в думках щодо того, чи вплинули вони на традицію Харона, але історик I століття до нашої ери Діодор Сіцілійський так вважав і згадує плату. Можна не говорити, що тільки тоді, коли монети починають використовуватися широко, виникає ідея оплати, але монети вже поміщалися в могили до появи міфу про Харона в літературі.
Через різноманіття релігійних вірувань у грецько-римському світі та через те, що таємні релігії, які найбільше цікавилися потойбічним життям та сотеріологією, надавали великого значення таємниці та прихованим знанням, жодна єдина теологія не була реконструйована, щоб пояснити обол Харона. Франц Кумонт вважав численні приклади, знайдені в римських гробницях, «доказом не більше ніж традиційного обряду, який люди виконували без надання йому певного значення.» Використання монети для обряду, здається, залежить не лише від міфу про Харона, а й від інших релігійних та міфічних традицій, що пов'язують багатство та потойбічний світ.

### Смерть і багатство

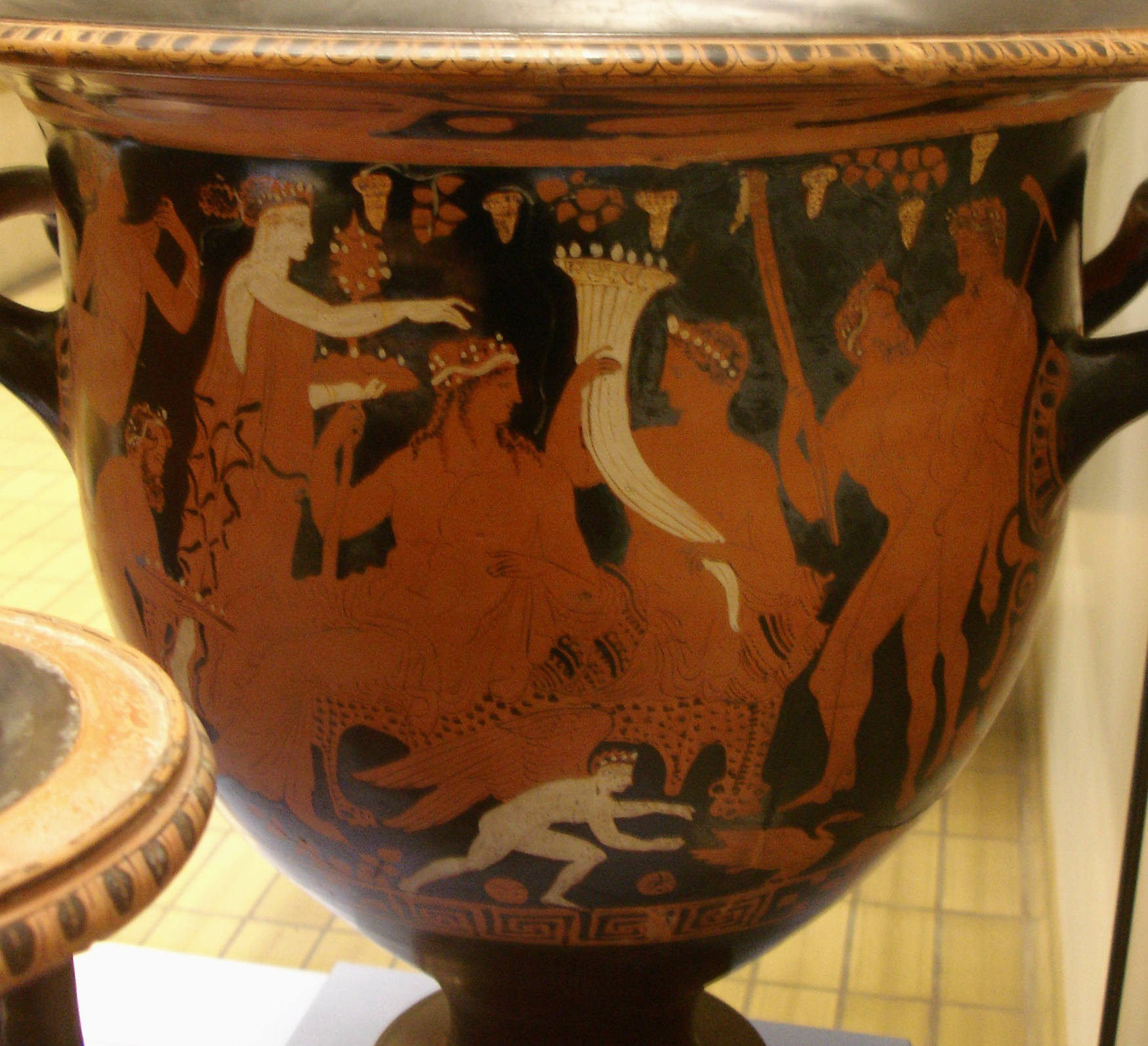
Діоніс і Плутос («Багатство») з рогом достатку, IV століття до н. е.

У культурах, що практикували обряд обол Харона, пекельний весляр, який вимагає плати, є одним з численних божеств підземного світу, пов'язаних з багатством. Для греків Плутон (Ploutōn, Πλούτων), володар мертвих і чоловік Персефона, став злитим з Плутосом (Ploutos, Πλοῦτος), уособленням багатства; Платон зазначає змістовну неоднозначність цього етимологічного гри у своєму діалозі Кратил. Гермес є богом меж, подорожі та лімінальності, і таким чином переправляє душі через межу, що відділяє живих від мертвих, виконуючи роль психопомпа, але він також був богом обміну, торгівлі та прибутку. Ім'я його римського відповідника Меркурія вважали в античності таким, що має спільне походження з латинським словом merces, «товари, мерчандайз».
Численні хтонічні божества серед римлян також часто асоціювалися з багатством. У своєму трактаті Про природу богів Цицерон ототожнює римського бога Діс Патра з грецьким Плутоном, пояснюючи, що багатства приховані в землі та виникають з неї. Діс Патр іноді розглядається як хтонічний Сатурн, володар Золотого віку, чиєю дружиною була Опс — богиня достатку. Невідома богиня Ангерона, чия іконографія зображала мовчання і таємницю, і чий фестиваль відбувався після свята Опс, схоже, регулювала комунікацію між царством живих та підземним світом; вона могла бути охоронцем як прихованих знань, так і зберігання таємного багатства. Коли римлянин помирав, скарбниця в храмі Венери в священному гаю богині поховань Лібітіна збирала монету як «податок на смерть».
Республіканська поетеса Енній розміщує «скарби Смерті» через Аїд. Римляни кидали щорічну жертву монет у Лакус Куртій, яму або провалля в центрі Римського форуму, яке вважалося мундус або «портом спілкування» з підземним світом.

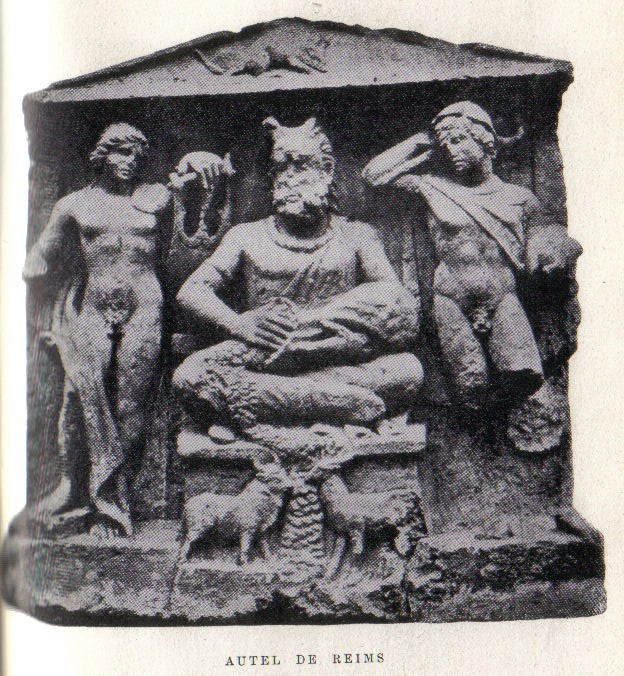
Рогатий бог Цернуннос, який тримає свій мішок із достатком (їжа чи монети?), в оточенні Аполлона та Меркурія, з биком та оленем нижче; істота на фронтоні вгорі — щур.

Хтонічний достаток іноді приписують кельтському рогатому богу типу Цернуннос, одному з божеств, які пропонуються як божественний предок галли, з яким Юлій Цезар ідентифікував Дис Патер. На рельєфі з галльської civitas Ремі бог тримає на колінах мішок або гаманці, вміст якого –  вчені ідентифікують як монети або їжу (зерно, дрібні фрукти чи горіхи) –  може бути навмисно неоднозначним, щоб висловити бажаний достаток. Рогатий бог з'являється на монетах з Галлії та Британії, у чіткій асоціації з достатком. У його найвідомішому зображенні на проблемному Гундеструпський котел, його оточують тварини з міфічно-релігійним значенням; в контексті супутньої сцени ініціації рогатий бог може бути інтерпретований як той, що головує над процесом метемпсихоз, циклом смерті і відродження, який, за словами давніх літературних джерел, є одним із найважливіших принципів кельтської релігії і також характерний для Піфагореїзму та Орфічних або Діонісійських таємниць.
З 7 століття до нашої ери в Західній Анатолії стародавнє карбування монет не сприймалося як відокремлене від релігії, а вважалося формою спільної довіри, пов'язаної з зв'язками, які виражалися релігією. Найдавніший відомий скарб монет з античності був знайдений закопаним у глиняному горщику в основах Храм Артеміди в Ефес, датований серединою 6 століття до нашої ери. Іконографія богів і різних божественних істот регулярно з'являлася на монетах, які випускали грецькі міста, а пізніше — Рим. Вплив монетизації на релігійну практику свідчить про записи в грецьких календарях жертвопринесень, які стосуються зборів для священиків та цін на приношення і жертв. Один фрагментарний текст, схоже, згадує про одиничний обол, що має бути сплачений кожним новачком Елевсінські таємниці священиці Деметра, символічна цінність якого, можливо, повинна трактуватися в контексті оболу Харона, як доступ новачка до знань, необхідних для успішного переходу до загробного життя.
Ервін Рогде стверджував, на основі пізніших народних звичаїв, що обол спочатку був платою померлій людині, як спосіб компенсації за втрату власності, яка переходила до живих, або як символічна заміна більш давньої практики покладання його майна в могилу разом з ним. На думку Рогде, обол пізніше був прив'язаний до міфу про перевізника як ex post facto пояснення.
На думку Річард Сіфорда, введення монет в Грецію та теоретизація про цінність, яку це спровокувало, відбувалася паралельно та навіть сприяла створенню грецької метафізики. Платон критикує загальну валюту як «забруднюючу», але також говорить, що охоронці його ідеальної республіки повинні завжди мати в своїх душах божественні золоті та срібні гроші від богів. Ця платонівська «гроші в душі» має обіцянку «божественності, однорідності, незмінної постійності, самодостатності, невидимості».

### Монета як їжа чи печатка
Спроби пояснити символіку ритуалу також повинні узгоджувати ірраціональне розміщення монети в роті. Латинський термін viaticum розуміє обол Харона як «субстанцію для подорожі», і було висловлено припущення, що монети замінили приношення їжі для померлих у римській традиції.
Ця дихотомія їжі для живих і золота для мертвих є темою в міфі про короля Мідаса, версії якого черпають з елементів Діонісійських містерій. Відомий «золотий дотик» фригійського короля був божественним даром від Діоніса, але його прийняття відокремило його від людського світу харчування та розмноження: і його їжа, і його донька перетворилися контактуючи з ним на незмінне, нерозподільне золото. У деяких версіях міфу важко здобуте прозріння Мідаса про сенс життя та обмеження земного багатства супроводжується переходом до культу Діоніса. Навчившись своїм урокам як новачок у містеріях і після ритуального занурення в річку Пактол, Мідас відмовляється від «фальшивої вічності» золота заради духовного відродження.
Джон Катберт Лоусон, ранній фольклорист XX століття, чий підхід був впливом Кембриджських ритуалістів, стверджував, що як метафора їжі, так і монета як плата для перевізника були пізніми раціоналізаціями оригінального ритуалу. Хоча одиночні монети з похованняів найчастіше з'являються всередині або в околицях черепа, їх також знаходять у руці або в мішечку, що є більш логічним місцем для перенесення плати. Лоусон вважав, що монета спочатку була печаткою, яку використовували так само, як і черепичні черепки на губах мертвих, щоб заблокувати повернення душі, яка, як вірилося, проходить з тіла з останнім подихом. Одним із перших кроків у підготовці тіла було запечатування губ, іноді з допомогою лляних або золотих стрічок, щоб запобігти поверненню душі. Зупинка рота монетою Харона використовувалася для освітлення поховальних практик, які, наприклад, мали на меті запобігти поверненню вампірів або інших ревенантів.

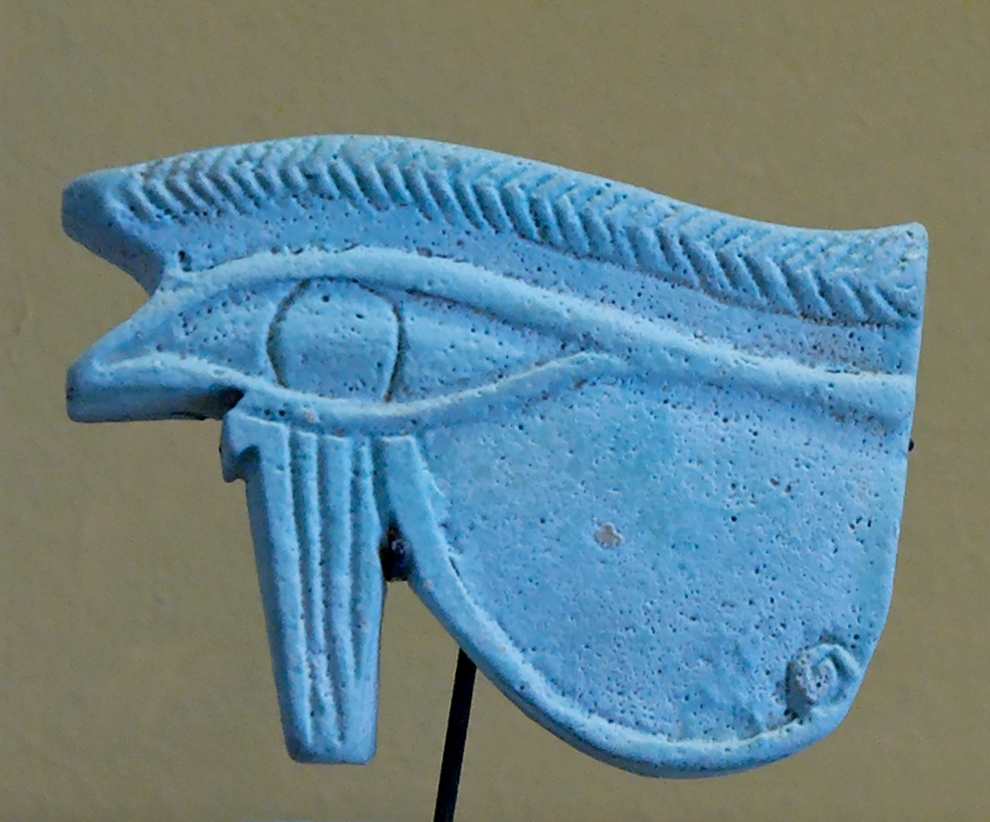
Глиняний уаджет

Розміщення монети на роті можна порівняти з практиками, пов'язаними з похованнями мертвих на Близькому Сході. Єгипетський звичай вказується на похованні в Абідасі, датованому 22-ю династією (945—720 рр. до н. е.) або пізніше, для якого рот покійної жінки був закритий фаянсовим уаджет, або амулетом захисного ока. Овальні покриття для рота, перфоровані для кріплення, знаходять у похованнях по всьому Близькому Сходу з I століття до н. е. до I століття н. е., що надає свідчення аналогічної практики для запечатування рота мертвих у регіонах, які не підлягали римському імперському контролю. Бахрейнські розкопки на некрополі Аль-Хаджар дали приклади цих покриттів з золотої фольги, одне з яких зберегло губні відбитки.
Монета може слугувати кращою печаткою завдяки своїй іконографії; наприклад, у фессалійському похованні ініціата, описаному вище, монета на губах зображала апатропейський пристрій голови Горгони. Печатка також може регулювати мовлення мертвих, яке іноді намагалися отримати через ритуали за його пророчими силами, але також і було суворо регульоване, оскільки вважалося небезпечним; містичні релігії, які пропонували таємне знання про потойбічне, передбачали ритуальну тишу. Золота ключка (chrusea klês) покладалася на язик ініціатів як символ відкриття, яке вони зобов'язані були тримати в таємниці. «Обол Харона» часто зустрічається в похованнях з предметами або написами, що вказують на таємний культ, і монета фігурує в латинському прозовому оповіданні, що натякає на ритуал ініціації, історії «Купідон і Психея» з Метаморфоз Апулея.

### Спуск Психеї
У наративі «Купідон і Психея» другого століття Апулея Психея, ім'я якої є грецьким словом для «душі», відправляється в підземний світ, щоб повернути ящик, що містить таємну красу Прозерпіна, щоб відновити любов Купідона. Ця історія піддається різним інтерпретаційним підходам і часто аналізується як алегорія платонізму, а також релігійної ініціації, повторюючи на меншому масштабі сюжет Метаморфоз, що стосується подорожі протагоніста Лукана до спасіння через культ Ісіда. Ритуальні елементи асоціювалися з цією історією ще до версії Апулея, що підтверджується візуальними зображеннями; наприклад, камея 1 століття до нашої ери сардонікса, що зображує весілля Купідона і Психеї, показує прислужника, що підносить лікон (кошик), який використовувався в дійствах, пов'язаних з Діонісом. C. Moreschini розглядав Метаморфози як відхід від Платонізму ранньої Апології Апулея до бачення містичного спасіння.

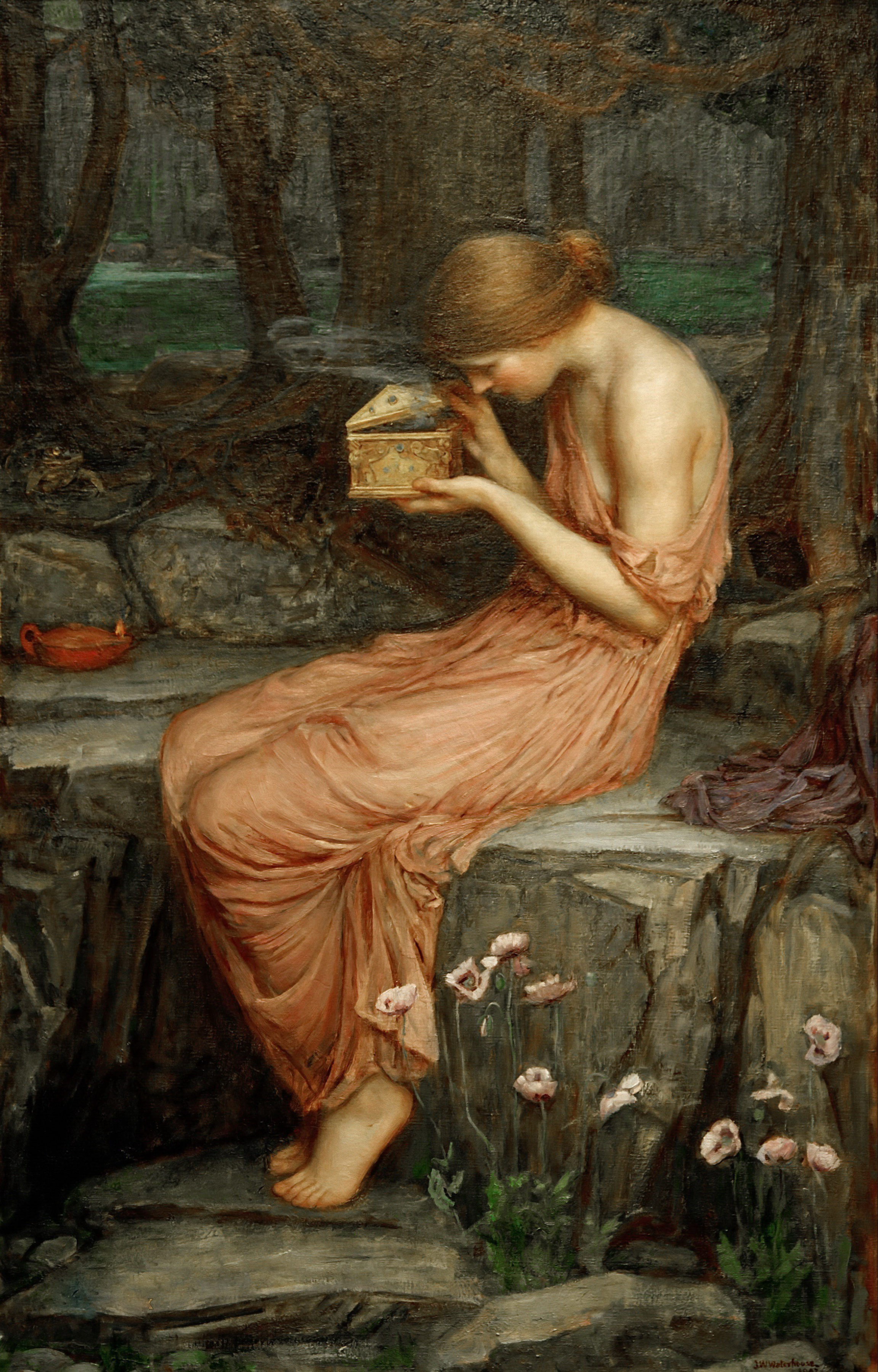
Психея відкриває золотий ящик (1903) художника прерафаеліта Джона Вільяма Вотергауса

Перед тим як вирушити в свій спуск, Психея отримує інструкції для навігації підземним світом:
| Ліві лапки | Дихання Диса тут, і через розкриті ворота відкривається безшляхова стежка. Як тільки ви перетнете поріг, ви зобов'язані пройти непохитним шляхом, який веде вас до самої Регія Оркуса. Але не варто йти без нічого через тіні після цього моменту, а краще тримати в обох руках коржі з медового ячменю, і переносити дві монети в роті. ... Проходьте мовчки, не вимовляючи ані слова. Без подальших затримок ви дійдете до річки мертвих, де префект Харон вимагає плату (порторій) наперед, перш ніж він перевезе мандрівників у своїй зшитій човні до далекого берега. Тож ви бачите, навіть серед мертвих живе жадібність, і Харон, цей збирач податків Диса, не є тим богом, який робить що-небудь без поради. Але навіть коли він помирає, бідний чоловік зобов'язаний прокладати свій шлях (viaticum ... quaerere), і якщо трапиться так, що у нього немає жодної монети (aes) під рукою, ніхто не дасть йому дозволу зробити свій останній вдих. Цьому огидному стариганю ви дасте одну з двох монет, які у вас є — називайте це платою за човен (naulum) — але так, щоб він сам взяв її з вашого рота своєю рукою. | Праві лапки |

Дві монети виконують роль у сюжеті, забезпечуючи Психею плату за повернення; алегорично, ця подорож назад вказує на відродження душі, можливо, платонічну реінкарнацію або божественну форму, що передбачена так званими орфічними золотими табличками. Міф про Харона рідко інтерпретується у світлі містерійних релігій, незважаючи на асоціацію в Апулея та археологічні свідчення поховань, що включають як обол Харона, так і культові приладдя. І все ж "образ порома, " як зазначає Гелен Кінг, «натякає на те, що смерть не є остаточною, а може бути скасована, тому що паромник міг перевезти своїх пасажирів у будь-якому напрямку.» Похоронний ритуал сам по собі є певною ініціацією, або переходом душі в іншу стадію «життя.»

### Монети на очах?
На відміну від популярної етології, є мало доказів, що пов'язують міф про Харона з звичаєм покладання пари монет на очі померлого, хоча більші золоті покриття, обговорювані вище, можуть включати частини, що мають форму очей. Пари монет іноді знаходять у похованнях, зокрема в урнах для кремації; серед колекцій Британського музею є урна з Афін, приблизно 300 року до н. е., що містила кремовані залишки, дві оболи та теракотову фігуру сумної сирени. Однак давньогрецькі та латинські літературні джерела згадують пару монет лише тоді, коли очікується повернення, як у випадку катабасису Психеї, і ніколи у зв'язку з запечатуванням очей.
Тільки рідко розміщення пари монет свідчить про те, що вони могли б покривати очі. У Юдеї було знайдено пару срібних денаріїв у очних ямках черепа; поховання, що датується 2 століттям нашої ери, відбувається в єврейській громаді, але релігійна приналежність померлого незрозуміла. Єврейський ритуал в античності не вимагав, щоб око було запечатано об'єктом, і питання про те, чи практикували звичай покладання монет на очі мертвих серед євреїв до сучасної ери, є спірним. У 1980-х роках питання стало предметом суперечок щодо Плащаниця Туринська, коли стверджувалося, що область очей виявила контури монет; оскільки розміщення монет на очах для поховання не підтверджується в античності, окрім одного прикладу з Юдеї, зазначеного вище, ця інтерпретація доказів, отриманих за допомогою цифрової обробки зображень, не може вважатися твердою підтримкою автентичності плащаниці.

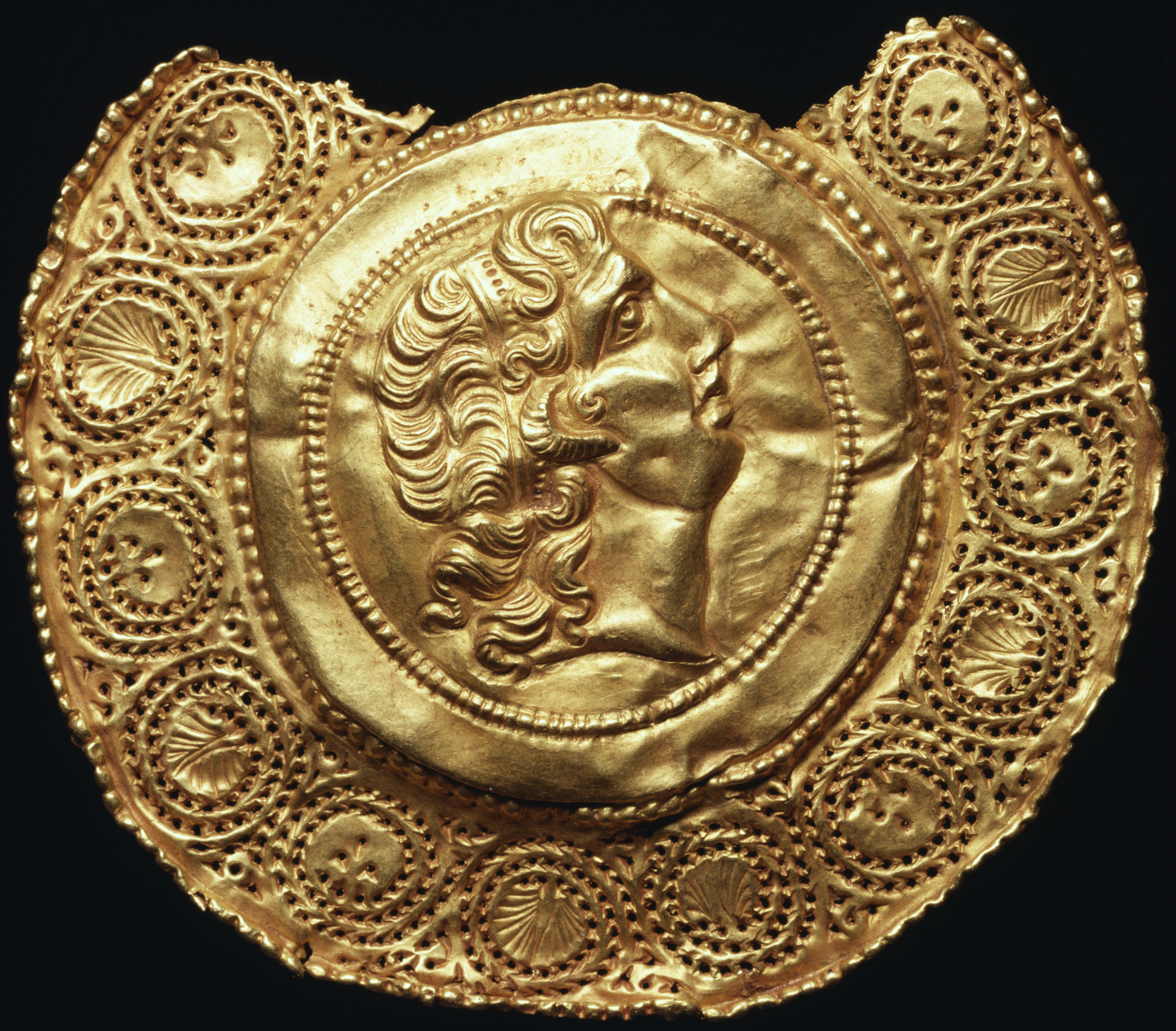
Підвіска IV століття з зображенням Олександра Великого (Музей мистецтв Уолтера)

### Монети біля ніг
Монети також знаходять біля ніг померлого, хоча мета такого розміщення є невизначеною. Іван Золотоустий згадує та зневажливо ставиться до використання монет із зображенням Олександра Великого як амулетів, що їх живі прикріплюють до голови або ніг, і пропонує християнський хрест як більш потужну альтернативу як для спасіння, так і для зцілення:
| Ліві лапки | І що можна сказати про тих, хто використовує обереги та амулети, і обвиває свої голови та ноги золотими монетами Олександра Македонського. Чи це наша надія, скажіть мені, що після хреста і смерті нашого Учителя ми повинні покладати свою надію на зображення грецького царя? Чи ти не знаєш, який великий результат досяг хрест? Він скасував смерть, згасив гріх, зробив Пекло безсиллям, зруйнував силу диявола, і хіба не варто довіряти цьому для здоров'я тіла? | Праві лапки |

## Християнська трансформація

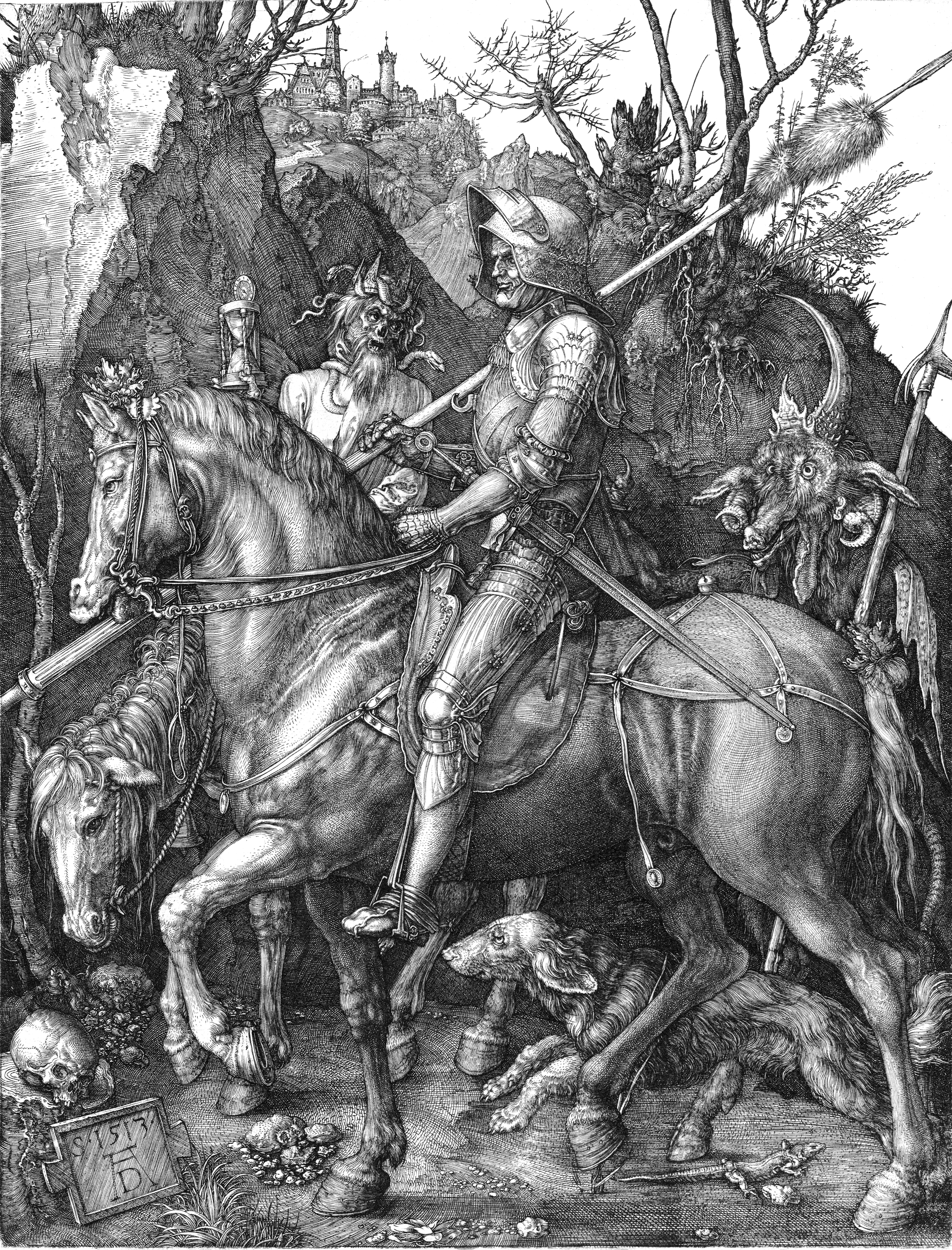
Рицар на пошуки або полювання ризикував загинути без віатикуму (гравюра Дюрера, Рицар, Смерть і Диявол).

Отримавши інструкції, що нагадують ті, які отримала Психея для свого героїчного спуску, або написаний Totenpass для ініційованих, християнському protagonistу 14-го століття французької паломництво наративу радять:
| Ліві лапки | Цей хліб (pain, тобто Євхаристія) є найнеобхіднішим для подорожі, яку вам потрібно здійснити. Перш ніж ви зможете потрапити до місця, де отримаєте те, що бажаєте, вам доведеться пройти через дуже важкі вузькості, і ви знайдете бідні притулки, тому ви часто опинитеся в біді, якщо не візьмете цей хліб із собою. | Праві лапки |

Англосаксонські та ранньосередньовічні ірландські місіонери сприймали ідею віатикуму буквально, несли з собою Євхаристіяйний хліб та олію всюди.
Необхідність у віатикумі фігурує в міфологічній розповіді про смерть короля Вільям II Англійський, яку розповідає англо-норманський хроніст Джеффрі Гаймар: помираючи від поранення на полі бою і божеволіючи, безпорадний король постійно кликав corpus domini (тіло Господа), поки мисливець не виступив як священик і не дав йому квітучих трав як його віатикум. У домінуючій традиції смерті Вільяма його вбивають під час полювання в другий день сезону червоного оленя, що починається 1 серпня, дати Лугнасаду та свята Ланцюги святого Петра.
Полювання також пов'язане з наданням трав'яного віатикуму в середньовічних chansons de geste, у яких традиційна героїчна культура та християнські цінності проникають одна в одну. Chansons пропонують безліч прикладів трави або листя, які замінюють віатикум, коли воїн або лицар зустрічає свою насильницьку смерть поза межами християнської громади. Сара Кай вважає цей замінний обряд спілкуванням з жирарівським «первісним святим», спекулюючи, що «язичницькі» вірування ховаються під християнською оболонкою. У Рауль де Камбрей помираючий Берн'єр отримує три лезо трави замість corpus Domini. Два інші chansons розміщують це прагнення до спілкування в межах міфу жертвувального полювання на кабана. У Даурель і Бетон Бове вбивають поруч із кабаном, якого він щойно вбив; він просить свого вбивцю дати йому спілкування "з листком, " і коли йому відмовляють, він потім просить, щоб його ворог з'їв його серце замість цього. Цей запит задовольняють; вбивця споживає тіло жертви як альтернативу сакрамент. У Гарін ле Лоере Бегон також убивається поруч із тілом кабана і приймає спілкування з трьома лезами трави.
Концепція Кай, що передхристиянська традиція пояснює використання листя як віатикуму, підтримується доказами з елліністичної магічно-релігійної практики, продовження якої документується у Галлії та серед германських народів. Закляття з Грецькі магічні папіри часто вимагають вставки листа — справжнього листа, шматка папірусу, зображення листа на металевій фользі або надписаної прямокутної ламели (як описано вище) — до рота тіла або черепа, як засобу передачі повідомлень між царствами живих і мертвих. В одному заклятті, приписаному Пітесу Фессалійському, практику розпоряджають надписати лляний лист магічними словами і вставити його до рота мертвої особи.
Вставка трав до рота мертвих, з обіцянкою воскресіння, також відбувається в ірландській казці "Керн у вузьких смужках, " найраніша письмова версія якої датується 1800-ми роками, але вважається такою, що зберігає усну традицію раннього ірландського міфу. Керн у заголовку — це потойбічний трикстер-фігура, яка виконує низку чудес; після того, як він змушує двадцять озброєних чоловіків вбити один одного, він дістає трави зі свого мішка і розпоряджає своєму господареві, щоб поклав їх до щелеп кожного мертвого чоловіка, щоб повернути його до життя. Наприкінці казки таємничий відвідувач виявляється Мананнан мак Лір, ірландським богом, відомим у інших історіях завдяки своєму стаду свиней, які пропонують вічне бенкетування з їхньої самовідновлювальної плоті.

### Сакрамент і забобони
Вчені припустили, що використання віатикуму в християнському обряді для помираючих відображає вже існуючу релігійну практику, де обол Харону замінено на більш прийнятний християнський сакрамент. У одній диво історії, розказаній папою Інокентієм III в листі від 1213 року, говорилося, що монети в скриньці для грошей буквально перетворилися на облатки для причастя. Через передбачуване дохристиянське походження віатикуму, антикатолицький історик релігії на початку 18–19 століть пропагував цю практику, стверджуючи, що «саме від язичників [католики] позичили це.» Сучасні вчені, як правило, пояснюють запозичення, враховуючи глибоко вкорінений консерватизм поховальних практик або як форму релігійного синкретизму, зумовленого психологічною потребою в безперервності.

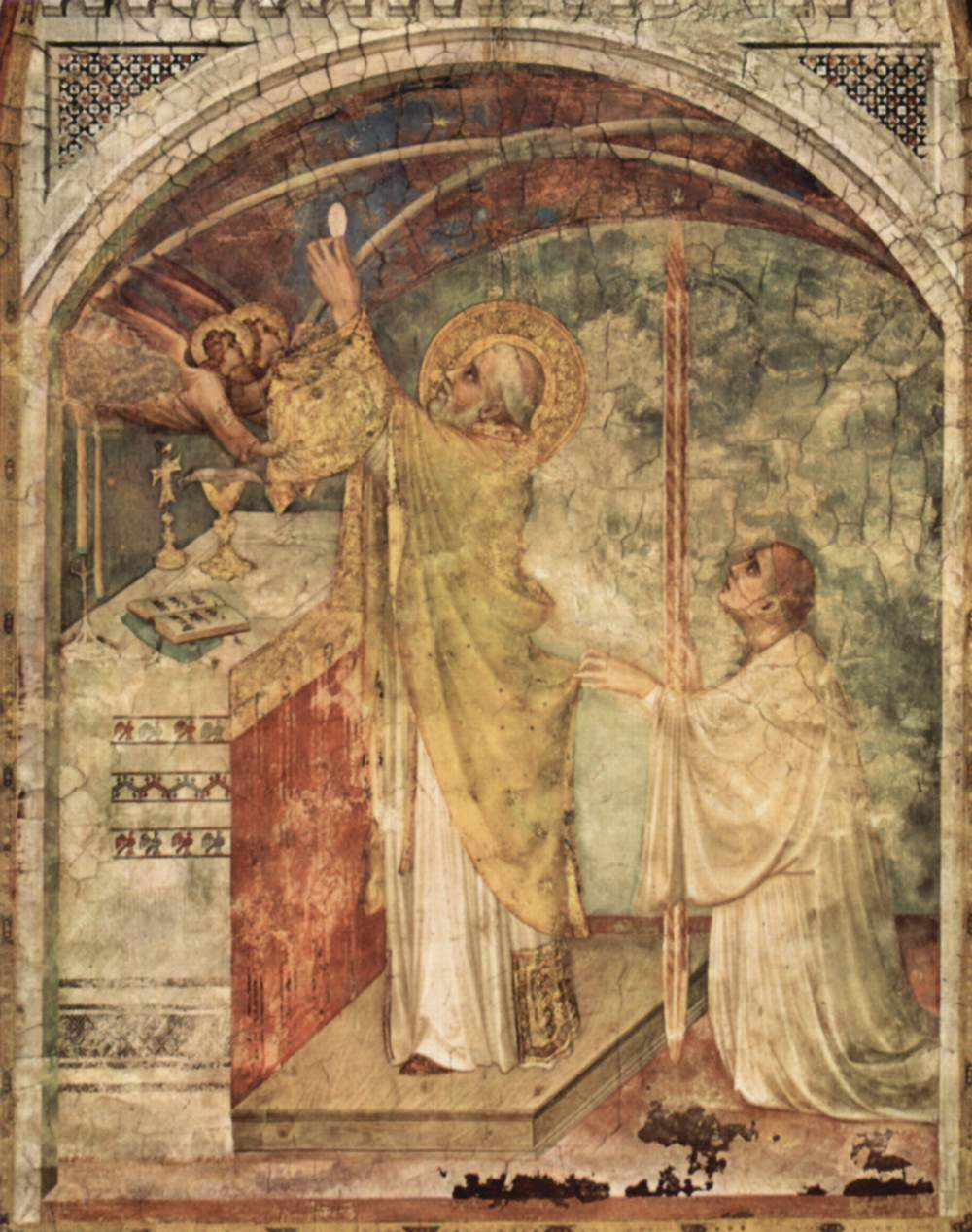
На противагу вченню Церкви, гостія іноді клалася до рота тих, хто вже помер, як віатикум для подорожі.

Серед християн практика поховання тіла з монетою в роті ніколи не була достатньо поширеною, щоб викликати осуд Церкви, але замінний обряд підпадав під офіційний нагляд; віатикум не слід було, але часто його клали до рота після смерті, очевидно, через забобонну потребу в його магічному захисті. До того часу, коли Августин написав свої Сповіді, «африканські єпископи заборонили святкування євхаристії в присутності тіла. Це було необхідно, щоб зупинити випадкову практику покладання євхаристійного хліба до рота мертвих, віатикуму, який замінив монету, необхідну для оплати плати Харону.» Папа Григорій I, у своїй біографії Бенедикта Нурсійського, розповідає історію монаха, чиє тіло двічі викидали з його гробниці; Бенедикт порадив родині повернути померлого на його місце спочинку з віатикумом, покладеним на його грудях. Розміщення вказує на функціональну еквівалентність з Goldblattkreuze та орфічними золотими табличками; його мета — забезпечити успішний перехід покійного до потойбічного світу — є аналогічною до обола Харона і Totenpässe ініціацій таємниць, а в цьому випадку він також діє як печатка, що заважає мертвим повернутися до світу живих.
Ідеально, подорож у смерть мала б починатися негайно після прийняття таїнства. Євсевій наводить приклад літнього християнина, який зміг відстрочити смерть, поки його онук не поклав частину Євхаристії до його рота. На загальному слуханні 24 жовтня 2007 року Папа Бенедикт XVI процитував звіт Пауліна про смерть св. Амвросія, який отримав і проковтнув corpus Domini і відразу «віддав дух, взявши з собою добрий віатикум. Його душа, отже, підбадьорена силою тієї їжі, тепер насолоджується товариством Ангелів.» Можливо, апокрифічна історія з хроніки цистеріанців circa 1200 року вказує на те, що віатикум вважався апотропейним знаком проти демонів (ad avertendos daemonas), які, тим не менш, спонукали жінку намагатися вирвати Хліб (віатикум) з рота тіла Папа Урбан III Як обол Харона, віатикум може служити як їжа для подорожі і печатка.
У 19 столітті німецький вчений Георг Гейнріци запропонував, що грецькі та римські практики, пов'язані з доглядом за померлими, зокрема, включаючи обол Харона, проливають світло на заступницьке хрещення, або хрещення за померлих, до якого св. Павло звертається у посланні до Коринтян. Через століття після Гейнріци Джеймс Дауні досліджував поховальні практики християнських коринфян у історичному контексті і стверджував, що вони мали намір з метою заступницького хрещення захистити душу померлого від втручання під час подорожі до потойбічного життя. Як заступницьке хрещення, так і розміщення віатикуму в роті вже померлої людини відображають християнські реакції на давні релігійні традиції, пов'язані з культом померлих, а не їх відверте заперечення.

## Мистецтво сучасної ери

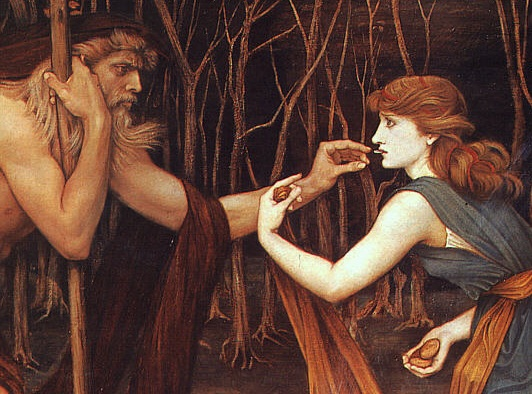
Харон і Психея (деталь) Джона Роддама Спенсера Стенхопа

Хоча Харон був популярним об'єктом мистецтва,[джерело?] особливо в 19 столітті, акт оплати зображується рідше. Винятком є Харон і Психея Джона Роддама Спенсера Стенхопа, виставлений приблизно 1883 року. Історія Купідона та Психеї знайшла кілька виражень серед Прерафаеліти та їхніх літературних contemporaries, і Стенхоп, сумуючи за смертю єдиної дитини, створив низку творів, що стосуються потойбічного життя. Його картини Психеї, ймовірно, були засновані на наративному вірші Вільяма Морріса, який є перерозповіддю версії Апулея. У баченні Стенхопа, перевізник є спокійною та патріархальною фігурою, що більше відповідає Харону архаїчних грецьких лекифів, ніж жахливому антагоністу, якого часто можна знайти в християнському мистецтві та літературі.

## Сучасна поезія
Поети сучасної ери продовжують використовувати обол Харона як живу аллюзію. У «Don Juan aux enfers» («Дон Жуан у пеклі») французький символіст Шарль Бодлер позначає вхід однойменного героя в підземний світ, коли той платить обол Харону. А. Е. Хаусмен говорить про людину, що "перетинає одна вночі паром / з єдиною монетою за плату, " до «праведного міста / і вільної землі могили.»
Ірландський лауреат Нобелівської премії з літератури Сеймус Гіні робить менш пряму аллюзію за допомогою порівняння — «слова, що навантажують мою мову, як оболи» — у розділі «Виховання» свого довгого вірша С Singing School:
| Ліві лапки | Виговорювач асоціює себе з мертвими, сплачуючи плату Харону, перевізнику, щоб перетнути річку Стікс. Тут поет надає великого значення мові поезії — потенційно своїй власній мові — завдяки духовній, магічній цінності валюти, до якої її порівнюють. | Праві лапки |

## Додаткова література
- Grabka, Gregory (1953). Християнський Віатикум: Дослідження його культурного контексту. Traditio. 9 (1): 1—43. doi:10.1017/S0362152900003688. JSTOR 27830271. S2CID 151478883.
- Morris, Ian (1992). Смертельний ритуал та соціальна структура в класичній античності. Нью-Йорк: Cambridge University Press. ISBN 0-521-37465-0.
- Sourvinou-Inwood, Christiane (1996). "Читання" грецької смерті: до кінця класичного періоду. Нью-Йорк: Oxford University Press. ISBN 0-19-815069-5.
- Stevens, Susan T. (1991). Обол Хаона та інші монети в давній поховальній практиці. Phoenix. 45 (3): 215—229. doi:10.2307/1088792. JSTOR 1088792.